# Wiktorowo (gmina Rogowo)
Wiktorowo – osada w województwie kujawsko-pomorskim, w powiecie żnińskim, w gminie Rogowo.
W latach 1975–1998 miejscowość administracyjnie należała do województwa bydgoskiego.
Na terenie wsi zlokalizowany jest nieczynny cmentarz ewangelicki.